# Piper rhizocaule
Piper rhizocaule är en pepparväxtart som beskrevs av William Trelease. Piper rhizocaule ingår i släktet Piper och familjen pepparväxter. Inga underarter finns listade i Catalogue of Life.